# Montonvillers
Montonvillers is een gemeente in het Franse departement Somme (regio Hauts-de-France) en telt 95 inwoners (2009). De plaats maakt deel uit van het arrondissement Amiens.

## Geografie
De oppervlakte van Montonvillers bedraagt 1,5 km², de bevolkingsdichtheid is dus 63,3 inwoners per km².
De onderstaande kaart toont de ligging van Montonvillers met de belangrijkste infrastructuur en aangrenzende gemeenten.

## Demografie
Onderstaande figuur toont het verloop van het inwonertal (bron: INSEE-tellingen).

1. ↑  Populations de référence 2022.